# Мобилно приложение
Мобилното приложение (от английски език: mobile application или mobile app) е софтуерно приложение предназначено за смартфон или мобилно устройство, или това е вид компютърна програма, създадена, за да работи на мобилни устройства като смартфони или таблети. Мобилните приложения често са различни от с приложения, предназначени за работа на компютър, както и уеб приложениятата, които се изпълняват в мобилня уеб браузър, за разлика от компютърния браузър.
Развитието на мобилните приложения започва в края на 90-те години, когато се появяват първите смартфони. Платформи като Palm OS и Windows Mobile предоставят основни функции, но приложенията са ограничени, със скромен набор от функции. На този етап разработката на приложения е трудоемка и обикновено изисква специфични технически умения.
Приложенията първоначално са предназначени основно за подпомагане на производителността, като имейл, календар и бази данни за контакти, но интересът към мобилните приложения предизвика разширяване на разработката им и в други области, като мобилни игри. Много приложения, макар не всички, изискват достъп до интернет. Приложенията обикновено се изтеглят от онлайн сайтове за приложения, които са вид платформи за тяхното онлайн разпространение.

## Инсталиране и деинсталиране на приложения
Повечето мобилни устройства имат предварително инсталирани приложения като уеб браузър, e-mail клиент, календар, картографско приложение, както и програма за приложения или „магазин за приложения“, тоест приложение, с което се изтеглят други приложения, освен това то може да служи за купуване на музика и медия, ако няма отделно приложение за това. Някои предварително инсталирани приложения могат да бъдат деинсталирани, за да се освободи място, но други не могат бъдат деинсталирани, освен ако на устройството не бъде разрешен root достъп.
Приложенията, които не са предварително инсталирани, обикновено могат да бъдат намерени и се предлагат в онлайн сайтове или „магазини за приложения“. Всяка отделна мобилна платформа си има отделен или няколко сайта или магазина:
- Ubuntu Touch
- iOS – App Store
- Android – Google Play
- Windows, Windows Phone – Microsoft Store

Някои приложения са безплатни, но има и такива, които могат да бъдат платени. Около 30% от печалбите отиват при дистрибутора на магазина (Google, Apple, Microsoft и други), а останалата част отива при разработчика. Цената на приложението може да варира според различната платформа (обикновено не надвишава 100 €). Приложенията се разделят на категории според тяхното предназначение и функции.

## Програмиране
Терминът „приложение“, съкратено от „софтуерно приложение“ или дори софтуерно мобилно приложение, става популярен и през 2010 е обявен за „Дума на годината“ от Американското езиково общество.